# Devitoïta
La devitoïta és un mineral de la classe dels silicats, que descrit per primera vegada el 2010, rebent el nom en honor d'Alfred DeVito (1937-2004) qui va ser durant molts anys un dels principals micromuntadors i col·leccionistes de camp de Califòrnia. Pertany i dona nom al grup de la devitoïta.

## Característiques
La devitoïta conté diferents tipus d'anions i cations amb una combinació única d'elements. La seva fórmula química és [Ba₆(PO₄)₂(CO₃)][Fe2+
7(OH)₄Fe3+
2O₂(Si₄O₁₂)₂]. Cristal·litza en el sistema triclínic, té una duresa aproximada de 4 a l'escala de Mohs i s'ha calculat la seva densitat en 4,044 g/cm³. Està estructuralment relacionada amb la yoshimuraïta en termes de configuració dels cations Ba2+ i PO3−
4.

## Jaciments
La devitoïta va ser descoberta en uns dipòsits de sanbornita a l'Esquire #8 claim (Lander's Gillespite), a Big Creek, dins el comtat de Fresno (Califòrnia, Estats Units), on han estat descrits bastants minerals exòtics, entre els quals dotze espècies per primera vegada. També ha estat descrita a un altre indret proper del comtat de Fresno i a un indret situat al també californià comtat de Mariposa.